# 1864

## Esdeveniments
Països Catalans
- 25 de febrer: S'estrena l'obra teatral en dos actes de Frederic Soler L'esquella de la torratxa –paròdia de l'obra La campana de la Almudaina–, per la societat Melpómene al Teatre Odeon de Barcelona.[1]
- desembre: fundació de la Societat de Socors Mutus La Concòrdia a Cantallops[2]

Resta del món
- 1 de febrer, inici de la Guerra dels Ducats o Segona Guerra de Slesvig, que enfrontà l'Imperi Austríac i Prússia per una banda, i Dinamarca per l'altra.
- 5 i 6 de maig: Batalla de Wilderness en el marc de la Guerra Civil dels Estats Units.
- 15 de setembre: es firma la Convenció de setembre, entre Regne d'Itàlia i Napoleó III.
- 28 de setembre, Londres, Imperi Britànic: Es funda l'Associació Internacional de Treballadors.
- 26 - 29 d'octubre, Decatur (Alabama): Batalla de Decatur com a part de la Campanya Franklin-Nashville de la Guerra Civil dels Estats Units.
- 30 d'octubre, final de la Guerra dels Ducats, Dinamarca hagué de cedir els ducats de Slesvig, Holstein i Lauenburg a l'Imperi Austríac i a Prússia.
- 23 de desembre, Puerto Rico: es crea l'Institut de Voluntaris de Puerto Rico, unitat militar formada per la societat civil per la defensa de l'illa.[3]

## Naixements
Països Catalans
- 20 de gener - Vic: Joan Collell i Cuatrecasas, religiós català (m. 1921).
- 25 de març - Sant Mateu (Baix Maestrat): Manuel Betí Bonfill, historiador valencià (m. 1926).
- 24 d'abril - el Cabanyal, València: Bernat Morales i Sanmartín, dramaturg, periodista, novel·lista i compositor valencià (m. 1947).[4]
- 4 de maig - Campanet, Mallorca: Miquel dels Sants Oliver i Tolrà, periodista i escriptor mallorquí (m. 1920).[5]
- 25 d'agost - Alcoi: Eduard Vitòria i Miralles, jesuïta i químic valencià, fundador el 1905 de l'Institut Químic de Sarrià (m. 1958).[6]
- 5 de novembre - Cienfuegos, Cuba: Montserrat Garriga Cabrero, botànica catalana.[7][8]

Resta del món
- 7 de gener, Boseong: Seo Jae-pil, polític de Corea del Sud.
- 13 de gener, Fischhausen, Prússia: Wilhelm Wien, físic alemany, Premi Nobel de Física de l'any 1911 (m. 1928).
- 15 de gener, Grafton, EUA: Frances Benjamin Johnston, fotògrafa pionera estatunidenca, primera dona fotoperiodista (m. 1952).[9]
- 13 d'abril, Viena: Berta Zuckerkandl-Szeps, escriptora, periodista, crítica i salonnière austríaca (m. 1945).[10]
- 18 d'abril, Nàpolsː Ernestina Bendazzi Garulli, soprano italiana (m. 1931).[11]
- 23 d'abril, Cento: Maria Majocchi, coneguda també com a Jolanda, escriptora i periodista italiana (m. 1917).[12]
- 5 de maig, Cochran's Mills, Pennsilvània, EUA: Nellie Bly, periodista nord-americana, pionera en el periodisme d'investigació i en el periodisme clandestí (m. 1922).[13]
- 11 de maig, Fiesole, Itàlia: Anna Hamilton, metgessa francesa, determinant en l'evolució de la professió d'infermeria a França (m. 1935).[14]
- 11 de juny, Múnic, Alemanya: Richard Strauss, compositor i director d'orquestra alemany (m. 1949).[15]
- 25 de juny, Briesen, Prússia: Walther Hermann Nernst, físic i químic alemany, Premi Nobel de Química de l'any 1920 (m. 1941).[16]
- 27 de juny, Brussel·les: Berthe Cabra, exploradora belga que va recórrer l'Àfrica central d'est a oest entre 1905 i 1906 (m. 1947).[17]
- 18 de juliol, Braunschweig (Alemanya): Ricarda Huch, poeta alemanya, filòsofa i historiadora coneguda amb el pseudònim de Richard Hugo (m. 1947).[18]
- 31 de juliol, Saragossa: José María Alvira Almech, compositor aragonès.
- 17 d'agost, Istanbul, Imperi Otomà: Hüseyin Rahmi Gürpınar, novel·lista i dramaturg turc (m. 1944).
- 23 d'agost, Murniés, Creta: Elevthérios Venizelos, polític grec.
- 21 de setembre, Bucarest: Elena Văcărescu, escriptora romanesa-francesa, propagadora de la cultura romanesa al món (m. 1947).[19]
- 24 de novembre, Albi, Occitània: Henri de Toulouse-Lautrec, pintor francès (m. 1901).
- 26 de novembre: Yun Chi-ho, polític, filòsof i activista.
- 8 de desembre, Fère-en-Tardenois, França: Camille Claudel, escultora francesa (m. 1943).[20]
- 29 de setembre, Bilbao, País Basc: Miguel de Unamuno, escriptor i filòsof espanyol (m. 1936).
- Ibenhain: Emil Sahlender, director d'orquestra i compositor alemany.

## Necrològiques
Països Catalans
- 1 de gener - Sueca, Ribera Baixa: Josep Bernat i Baldoví, escriptor i poeta valencià (54 anys).
- 27 de juny - València: Pasqual Pérez Gascón, pedagog, organista i compositor valencià (n. 1802).

Resta del món
- 16 de febrer, Litoměřice: Václav Jindřich Veit conegut en alemany com Wenzel Heinrich Veit, compositor, copista, pianista i advocat txec.
- 19 de maig, Plymouth, Nou Hampshire, Estats Units: Nathaniel Hawthorne, novel·lista i contista estatunidenc (59 anys).[21]
- 1 de juny, Nanquín (Xina): Hong Xiuquan (en xinès 洪秀全), va ser el fundador i líder del moviment Rebel·lió dels Taiping (n. 1814).[22]
- 29 d'octubre: Luigi Picchianti, guitarrista i compositor del Romanticisme.
- 8 de desembre, Ballintemple, Cork, Irlanda: George Boole, matemàtic i filòsof anglès (49 anys).[23]